# 半井優太
半井 優太（なからい ゆうた、1993年3月4日 - ）は、ジャパンラグビーリーグワン三重ホンダヒートに所属するラグビーユニオン選手。

## プロフィール
- 京都府出身[1]。
- ポジションはウィング(WTB)。
- 身長 177 cm、体重 80 kg
- ニックネームはNaks。
- U20日本代表に選ばれたことがある[2]。

## 略歴
2011年、伏見工業高校卒業後、法政大学に入る。なお伏見工業高校時代、高校日本代表候補に選ばれたことがある。
2015年、法政大学卒業後、Honda Heat(現・三重ホンダヒート)に加入。
2016年10月22日に行われたジャパンラグビートップリーグ第8節の神戸製鋼コベルコスティーラーズ戦に先発出場で公式戦初出場を果たす。